# 杜微
杜微（？—？），字國輔，梓潼涪城人。東漢末劉璋及三國時蜀漢官員。

## 生平
杜微年少時跟廣漢人任安學習。後來劉璋任辟他任從事，杜微稱病離職。劉備奪益州後，杜微聲稱自己是聾的，常常不出門。建興二年（224年），丞相諸葛亮領益州牧，任命秦宓為別駕，五梁為功曹，杜微為主簿。杜微堅決辭任，更親自見諸葛亮，諸葛亮手書勸他，他仍告老求歸，諸葛亮再勸，最終順從杜微的意向，任命他為諫議大夫。

## 三國演義
91回提及孔明任命杜微為尚書。和三國志有所出入。

## 延伸阅读
[在维基数据编辑]
 《三國志·卷42》，出自陳壽《三國志》